# Scan Coin
SCAN COIN AB är ett amerikanskägt företag med svenska anor verksamt inom kontanthantering med huvudkontoret i Malmö.  Egna säljbolag finns i 13 länder och distributionspartners i ytterligare ca. 100 länder. Företaget har cirka 400 anställda. Företagets kunder finns inom bankvärlden, dagligvaruhandeln, säkerhetsbolag, transportbolag, centralbanker och myntverk. Ingick sedan 2011 i svenska private equity bolaget Segulahs portfölj. Sedan mars 2015 är SCAN COIN en del av amerikanska företaget SUZOHAPP som ägs av ACON Investments, L.L.C. 

## Historik
Det som idag är SCAN COIN hade sin början på Lundaföretaget Restello, där Bertil Persson (då nyutexaminerad civilingenjör) hade en idé om en ny konstruktion för myntsortering. Tillsammans med entreprenören och affärsmannen Knut Tidell (VD mellan 1966 - 1981), samt Jim Nissmo grundade Bertil SCAN COIN. Detta var 1966, och företaget installerade sig i en källare på Torpgatan i Malmö. 
Den allra första maskinen  (SC 12000 T) såldes till Malmö Sparbank Bikupan på Adelgatan, Malmö. Försäljningen var mycket framgångsrik initialt i Sverige och Norge, men snart även globalt. Brasilien blev en viktig marknad för SCAN COIN. Knut Tidell lyckades etablera en framgångsrik affärsrelation med den mycket framstående brasilianska bankmannen Dr Mario Mondolfo. Detta ledde så småningom till försäljning av 1000-tals mynträknare och SCAN COIN var inte längre ett småföretag. Nästa marknad att vinna var Japan. Kanske var SCAN COIN det första svenska företaget, som lyckades exportera elektronik till Japan. Den globala försäljningen av myntmaskiner var så framgångsrik att SCAN COIN:s VD och försäljningschef, Knut Tidell, 1981 fick ta emot priset som årets exportör från stiftelsen Fonden för exportutveckling. Prisutdelare var kung Carl XVI Gustaf. Trots att utrustningen såldes mycket framgångsrikt behövdes pengar till företaget. Gunnar Sandberg, son till Carl Sandberg och välkänd från företaget ElektroSandberg, införde då kapital mot att han blev majoritetsägare. 
Inom ett par år hade Sandberg tagit över samtliga aktier, och det satsades stort på försäljning och utveckling. ”SCAN” i företagsnamnet menade att ange tonen (Skandinavien), vilket skulle visa sig vara något snävt. 
För att kunna följa upp försäljningen som tagit fart i bland annat Sydamerika anställdes Hans-Eric Ovin, med den internationella erfarenhet som behövdes, bland annat från IBM. Ovin blev sedermera hälftenägare, och företaget expanderade kraftigt, och det gjorde även produktportföljen, som gått från att vara helt specialiserad på mynt nu även inkluderade produkter för att hantera sedlar.
Under 1990-talet blev familjen Ovin ensam ägare av företaget och skulle så vara till 2011, då Segulah tog över majoriteten av ägarskapet.

## Verksamhet
Kärnverksamheten är kontanthantering, närmare bestämt inom följande affärsområden:
- Banker och finansiella institutioner – Mynt- och sedelräknare, deponeringautomater för kontanter.
- Dagligvaruhandel – Maskiner för påfyllnad av växelpengar till butikskassor samt för deponering av dagskassor (RCS, Smartsafes, CDS), slutet kontanthanteringssystem (CashComplete), insättningsautomater (CoinCasher)
- Säkerhetsbolag - Storskalig uppräkning och sortering av mynt och sedlar i industriell miljö, mjukvarulösningar, förpackningsutrustning för kontanter
- Centralbanker och myntverk - Industriella lösningar för kvalitetskontroll och förpackning av nypräglade mynt
- Allmänna transporter – Deponeringsautomater för kontanter och mjukvarulösningar för chaufförer och konduktörer

## Patent och varumärken
Scan Coin har ett stort antal olika patent och registrerade varumärken. Bland de mer välkända varumärkena är:
- Cashcomplete- sluten kontanthantering för handel
- Active sorting - sorteringsteknologi som återfinns i flera olika myntsorteringsmaskiner
- Coincasher - självbetjäningsautomat för insättning av mynt